# Орлов, Владимир Александрович (Герой Социалистического Труда)
Владимир Александрович Орлов (род. 4 апреля 1933) — советский металлург, новатор производства, старший вальцовщик металлургического комбината «Запорожсталь». Герой Социалистического Труда (1974). Член ЦК КП Украины (1981—1986), депутат Верховного Совета СССР 9-11-го созывов.

## Биография
В 1950—1952 г. — слесарь-монтажник. В 1952—1955 г. — служба в Советской армии.
В 1958 году окончил Запорожский металлургический техникум и начал работать на комбинате «Запорожсталь». С 1958 года работал подручным вальцовщика, замерщиком, вальцовщиком, а с 1967 года — старшим вальцовщиком стана «1680» горячего проката тонколистового цеха, руководителем бригады технологов.
Владимир организовал работу, так, что возглавляемый им коллектив регулярно перевыполнял производственные планы, побеждая в межотраслевом, заводском и внутрицеховом соревнованиях. Орлова неоднократно называли лучшим прокатчиком в отрасли, и в конце 1960-х годов он был награждён орденом Ленина.
Член КПСС с 1964 года.
В 1974 году его бригада успешно осваивала новые технологии прокатки, устанавливая один рекорд за другим. За высокие производственные достижения более
20 тружеников цеха были награждены орденами и медалями, а старший вальцовщик Владимир Орлов был удостоен звания Героя Социалистического Труда.
На «Запорожстали» Орлов проработал 45 лет, из них 43 года — в тонколистовом цехе.

## Награды
- Герой Социалистического Труда (3.01.1974)
- два ордена Ленина (конец 1960-х, 3.01.1974)
- ордена
- медали